# Jürgen Grimming
Jürgen Grimming (* 23. April 1938 in Berlin; † 18. September 2023 in Rottendorf) war ein deutscher Politiker der SPD.

## Leben
Grimming trat 1962 der SPD bei. Er war Regierungsdirektor und persönlicher Referent des Berliner Innensenators Kurt Neubauer (SPD). Im März 1975 wurde er Geschäftsführer der Königlichen Porzellan-Manufaktur Berlin (KPM). Doch bereits am 18. Juni 1975 rückte Grimming als Vertreter Berlins für den ausgeschiedenen Abgeordneten Gottfried Wurche in den Deutschen Bundestag nach und blieb dort bis zum Ende der Wahlperiode 1976 Mitglied.
Er starb am 18. September 2023 in Rottendorf.